# Доротея Саксен-Лауенбурзька (1511–1571)
Доротея Саксен-Лауенбурзька (нім. Dorothea von Sachsen-Lauenburg, 9 липня 1511 — 7 жовтня 1571) — саксен-лауенбурзька принцеса з династії Асканіїв, донька герцога Саксен-Лауенбургу Магнуса I та принцеси Брауншвейг-Вольфенбюттельської Катерини, дружина короля Данії та Норвегії Кристіана III.

## Біографія

### Ранні роки
Народилась 9 липня 1511 року у Лауенбурзі. Була другою дитиною та старшою донькою в родині герцога Саксен-Лауенбургу Магнуса I та його дружини Катерини Брауншвейг-Вольфенбюттельської. Мала старшого брата Франца й молодших сестер: Катерину, Клару, Софію й Урсулу. Мешкало сімейство у замках  Лауенбургу та Рацебургу.

### Данська принцеса
У 14-річному віці була видана заміж за 22-річного данського кронпринца Кристіана. Весілля пройшло 29 жовтня 1525 у Лауенбурзі. На церемонії був відсутнім батько нареченого, який неохоче дав дозвіл на шлюб. Відносини між ним та батьком нареченої були вкрай ворожими. Посаг Доротеї у розмірі 15 000 гульденів вважався вкрай незначним.

Портрет Доротеї із чоловіком, Національний музей Швеції

Перші кілька років пара мала свій двір у Гадерслеві, де Крістіан виконував функції губернатора Шлезвізького та Гольштейнського герцогств, та Теннінгу. Надія взяти на себе управління Норвегією, де подружжя мешкало у 1529 році, незабаром згасла, і тільки смерть Фредеріка I у 1533 році відкрила більш сприятливі перспективи для Доротеї та її чоловіка. У наступний за цим бурхливий період графської ворожнечі та Реформації Доротея частково залишалася в герцогствах, частково проводила час у своїх німецьких родичів. Сходження Крістіана на престол і вдалий результат графської війни поклали край важким часам, і у 1537 році Доротея разом зі своїм чоловіком були короновані в Копенгагені як король і королева Данії. Церемонія пройшла у церкві Богоматері.

### Правління

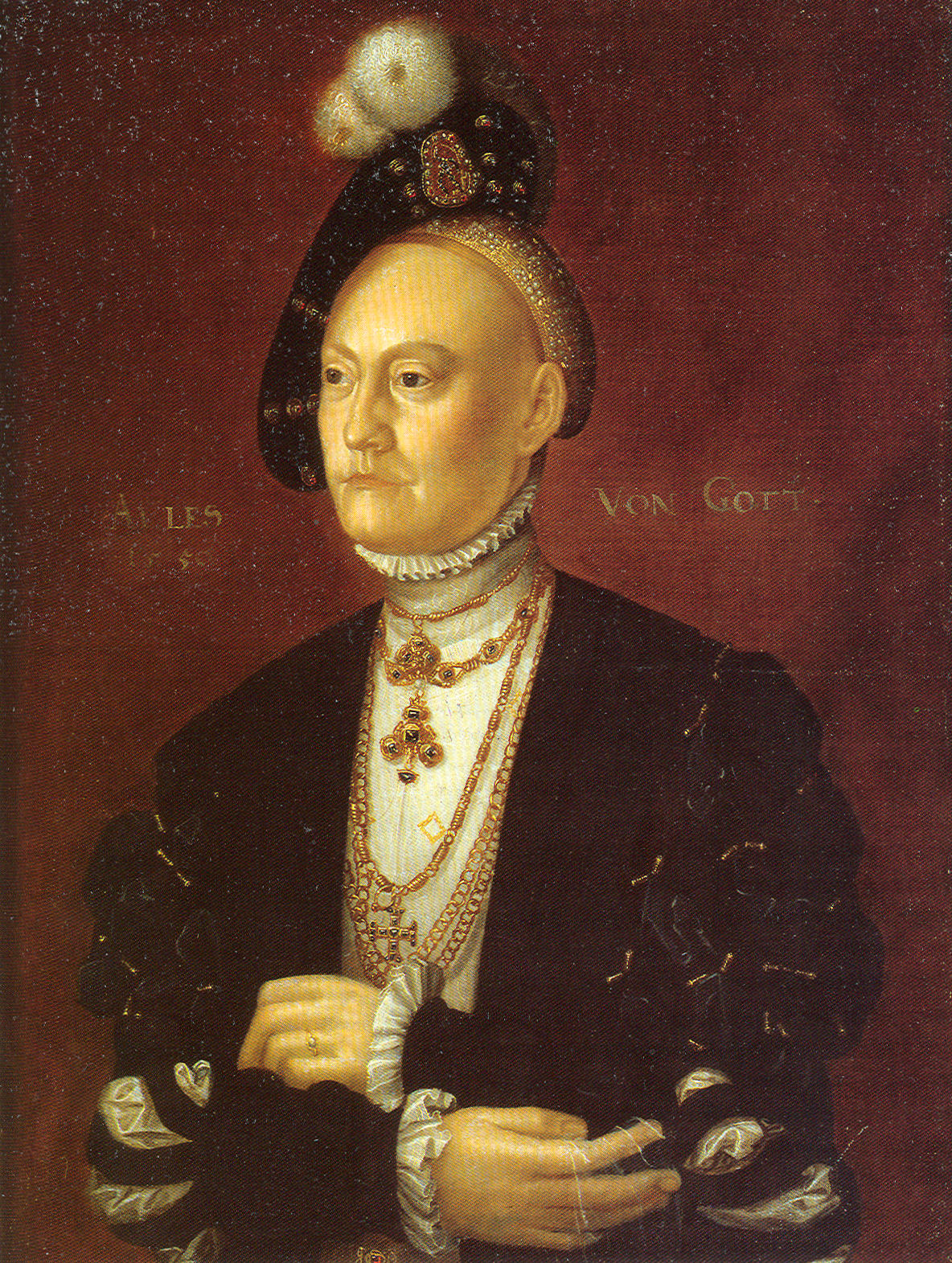
Портрет королеви

Зовнішність королеви сучасники змальовували як величну та горду. В описі її характеру відмічали волю, велику політичну винахідливість, сильну емоційність та пристрастність, а також нетиповий для того часу інтерес до чоловічих вподобань: полювання, коней і собак. 
У 1548 році Доротея змогла поміняти острів Фюн, призначений ій у пожиттєве володіння, на Коллінг, Раннерс, Сендерборг і Норборг.
Письмовою мовою королеви залишилася німецька, що не було дивним, але, нібито, вона так і не навчилася говорити данською та розуміти її. Це давало враження, що вона мало була пов'язана з кимось, окрім вузьких придворних кіл.
Хоча достеменно мало відомо про її вплив на політику до 1559 року, всі джерела одностайні щодо її сильного впливу на чоловіка, що міг спровокувати конфлікти з данськими державними діячами та її власним сином, кронпринцом Фредеріком. Так, їй приписують падіння радника Педера Окса. Залишилось багато свідчень, що вона мала живу неприязнь як до нього, так і до канцлера Йохана Фріїса. Причина її антипатії до останнього полягала, в основному, в тому, що він завадив їй увійти до Державної ради після смерті чоловіка. Натомість, вона, здається підтримувала німецьких радників короля. Також відмовила сина від війни проти Швеції та закликала його надати допомогу молодшому братові Магнусові в Лівонії. Втім, Фредерік підтримував брата виключно на власних умовах.
Політичні ініціативи королеви були викликані відразою до війни і бажанням щось зробити для молодшого сина, який не одержав престолу. Окрім звичайної материнської любові, це свідчить про її походження з німецьких князівств, де монархічний принцип був сильнішим, ніж в Данії, а території постійно ділилися між синами.

### Вдівство
Втративши чоловіка у січні 1559 року, Доротея прагла залишитись при владі. Хоча їй не вдалося потрапити до уряду, вона використовувала власний авторитет у своєму впливі на дітей, проявляючи любов до них у теплих словах, які поєднувалася з деспотизмом. Жінка прагнула детально контролювати життя своїх синів, поки їм не виповнилося 20 років, тобто дуже довгий період, оскільки чоловіки вважалися дорослими не пізніше 16-річного віку. Два старших сина занурилися до метушливого юнацького життя, сповненого полювання, випивки і захоплення геройськими подвигами. Це спричинило потік попереджувальних листів Доротеї, в яких вона різко докоряла юнакам за їхні пороки пияцтва й аморальності.

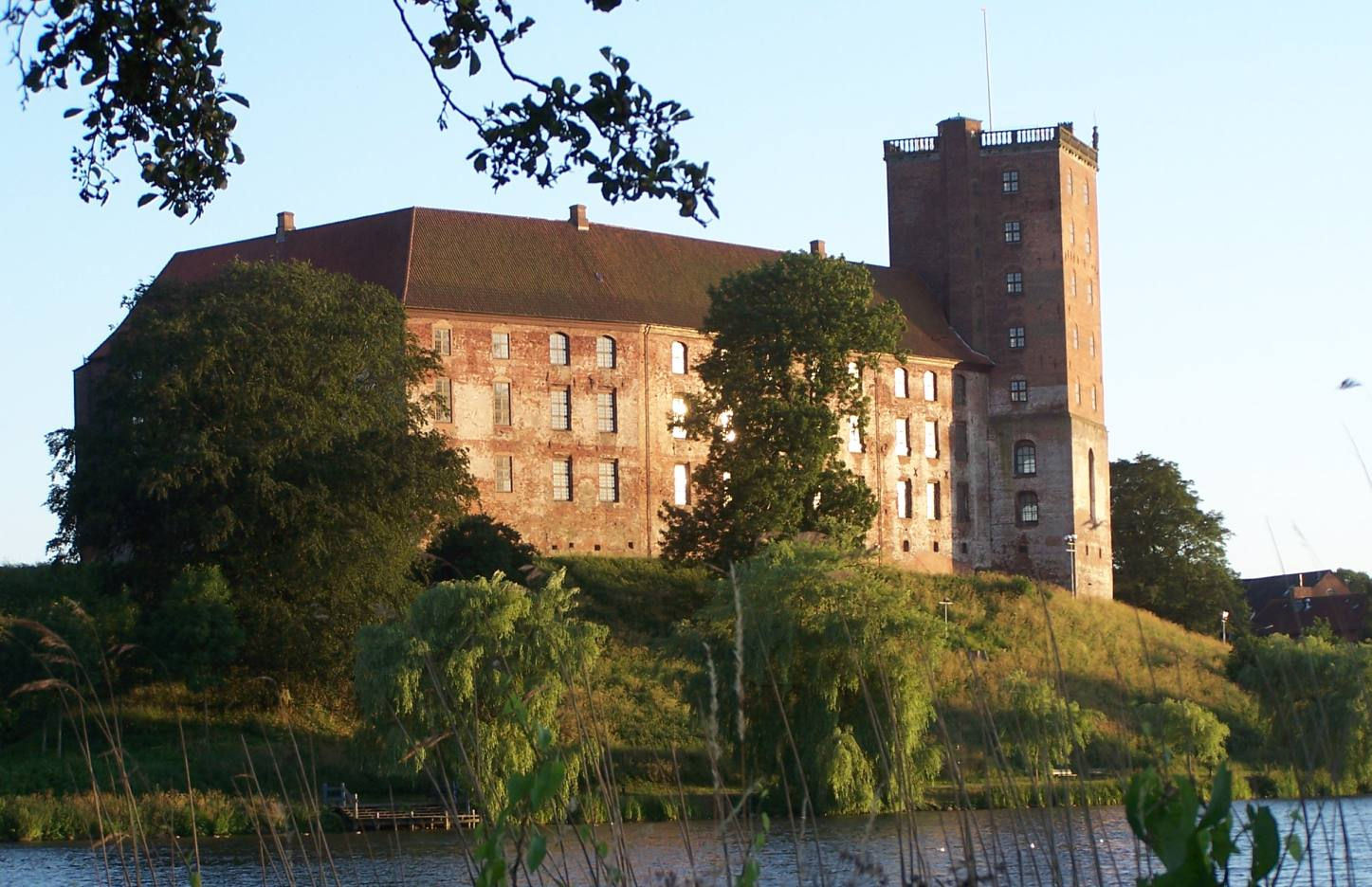
Кольдінгхус

Намагалася «берегти» молодших дітей від старшого брата-короля. Ймовірно, саме вона багато років перешкоджала одруженню Фредеріка. Надавала поради з усіх особистих і суспільних питань, якщо мала таку можливість. Своєрідний характер просвічував в численних листах королеви.
Оселившись у Кольдінгхусі, також зберегла у своєму володінні замки Сендерборг та Норборг, звідки здійснювала щорічні візіти до доньок та зятів. За її розпорядженням Кольдінгхус був перебудований, розширений і прикрашений. Запрошувала до свого двору родичів, дітей, онуків, про виховання яких вона піклувалася, та дівчат шляхетного походження (серед них була Анна Гарденберг), яких вона намагалася добре видати заміж. Її сильне почуття справедливості проявлялося суворістю у розгляді кримінальних справ. Загалом, відзначали її суворе лютеранство, працьовитість та ощадливість. Одна зі шляхтянок у листі скаржилася, що її утримують настільки суворо, що вона не встигає доглядати свій сад. Однак, зрештою, стосунки з більшістю знатних дівчат у Доротеї були добрими.
Колишня королева прагнула створити в Кольдінгу солеварню (як видобування солі з солоної води), ймовірно, за люнебурзьким зразком. Справа вимагала 
великої кількості деревини, яку імпортували з Норвегії, та заліза. Робоча сила була частково імпортована з Німеччини, частково нею стали селяни корони. Незважаючи на величезні зусилля Доротеї, солеварня не була завершена за її життя. Втім, згодом вона пропрацювала кілька років.

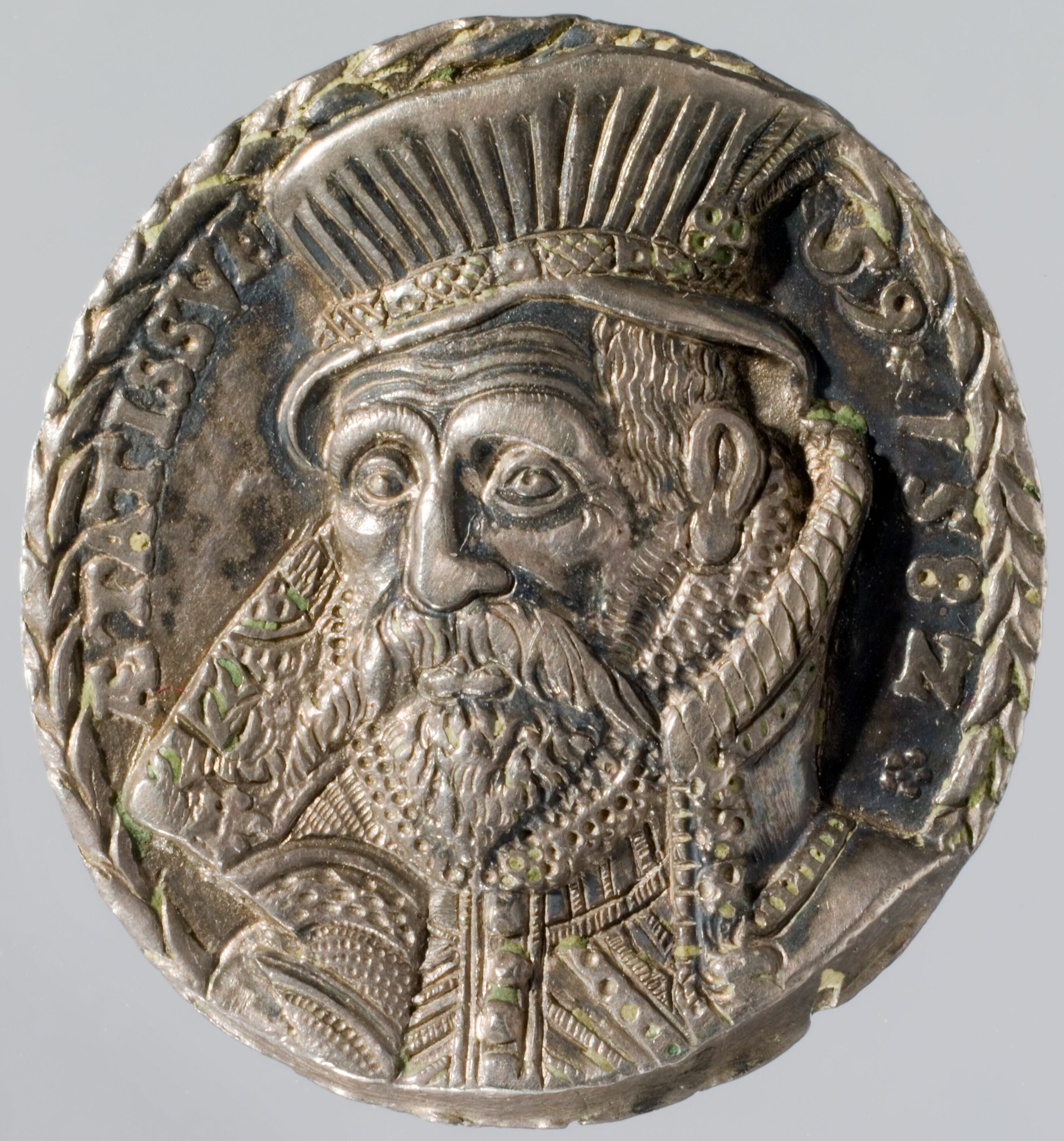
Ганс Старший

Невдовзі після смерті чоловіка Доротея закохалася у його родича, Ганса Старшого, який був її сусідом по замку Гардеслев. Однак, близькі родинні зв'язки стали на заваді їхньому союзу. Розмови про шлюб почалися ще у 1559 році, однак Філіпп Меланхтон та інші німецькі богослови не схвалювали його. Незважаючи на це, королева продовжувала таємно працювати над реалізацією свого задуму. Це стало відомо через необачність з боку її придворного священика і піддало 56-річну жінку глузуванню родичів і, в першу чергу, її первістка. Під враженням від цього й опору, який вона зустріла, Доротея примирилася з сином, але втратила як ділові прагнення, так і будь-які сліди пристрастної натури, про що свідчили її листи. Решту життя вона провела піклуючись про виховання онуків. Ганс Старший помер неодруженим.
Хвора та пригнічена, Доротея у 1571 році вирушила до свого улюбленого сина Ганса у Сендерборг, де і померла 7 жовтня. Молодшого сина вона зробила головним спадкоємцем своїх грошей та рухомого майна.
Була похована у каплиці Сендерборзького замку, яку у 1568—1570 роках за її дорученням прикрашав Геракл фон Оберберг. У 1581 році тіло королеви було перепоховане поруч із чоловіком у Роскілльському соборі.

## Родина
Чоловік — Кристіан III, король Данії та Норвегії
Діти:
- Анна (1532—1585) — дружина курфюрста Саксонії Августа, мала п'ятнадцятеро дітей;
- Фредерік (1534—1588) — король Данії та Норвегії у 1559—1588 роках, був одруженим із Софією Мекленбург-Гюстровською, мав восьмеро дітей;
- Магнус (1540—1583) — король Лівонії у 1570—1578 роках, був одруженим із княжною Марією Старіцькою, мав двох доньок;
- Ганс (1545—1622) — герцог Шлезвіг-Гольштейн-Зондербургу у 1564—1622 роках, був двічі одруженим, мав двадцять трьох дітей;
- Доротея (1546—1617) — дружина герцога Брауншвейг-Люнебурзького Вільгельма, мала п'ятнадцятеро дітей.